# 2005-ös magyar úszóbajnokság
A 2005-ös magyar úszóbajnokságot – amely a 107. magyar bajnokság volt – júniusban rendezték meg Budapesten.

## Eredmények

### Férfiak
| Versenyszám            | Arany                                                            | Arany    | Ezüst                                                            | Ezüst    | Bronz                                                                    | Bronz    |
| ---------------------- | ---------------------------------------------------------------- | -------- | ---------------------------------------------------------------- | -------- | ------------------------------------------------------------------------ | -------- |
| 50 m gyorsúszás        | Takács Krisztián Dunaferr SE                                     | 23,38    | Gáspár Zsolt FTC                                                 | 23,45    | Flaskay Mihály Delfin SE                                                 | 23,98    |
| 100 m gyorsúszás       | Zubor Attila Kőbánya SC                                          | 50,38    | Takács Krisztián Dunaferr SE                                     | 51,31    | Makány Balázs Kőbánya SC                                                 | 51,55    |
| 200 m gyorsúszás       | Kerékjártó Tamás Delfin SE                                       | 1:51,67  | Gercsák Balázs A Jövő SC                                         | 1:52,67  | Makány Balázs Kőbánya SC                                                 | 1:54,29  |
| 400 m gyorsúszás       | Kis Gergő Rája '94                                               | 3:55,18  | Kiss Boldizsár FTC                                               | 4:00,01  | Gercsák Balázs A Jövő SC                                                 | 4:03,97  |
| 800 m gyorsúszás       | Kis Gergő Rája '94                                               | 8:07,33  | Nagy Péter Rája '94                                              | 8:08,63  | Verrasztó Dávid A Jövő SC                                                | 8:19,80  |
| 1500 m gyorsúszás      | Kis Gergő Rája '94                                               | 15:38,84 | Nagy Péter Rája '94                                              | 15:44,10 | Verrasztó Dávid A Jövő SC                                                | 16:01,25 |
| 50 m hátúszás          | Cseh László Kőbánya SC                                           | 25,68    | Szabó János Bp. Honvéd                                           | 26,98    | Bodrogi Viktor Százhalombattai VUK                                       | 27,03    |
| 100 m hátúszás         | Cseh László Kőbánya SC                                           | 55,96    | Rudolf Roland Kőbánya SC                                         | 56,80    | Szabó János Bp. Honvéd                                                   | 58,09    |
| 200 m hátúszás         | Cseh László Kőbánya SC                                           | 1:58,54  | Rudolf Roland Kőbánya SC                                         | 2:01,27  | Bodrogi Viktor Százhalombattai VUK                                       | 2:05,49  |
| 50 m mellúszás         | Bodor Richárd USK-TÁSI                                           | 28,60    | Máté Hunor Kőbánya SC                                            | 28,75    | Financsek Gábor USK-TÁSI                                                 | 28,91    |
| 100 m mellúszás        | Bodor Richárd USK-TÁSI                                           | 1:01,5   | Rácz Ákos Eger VUK                                               | 1:02,9   | Financsek Gábor USK-TÁSI                                                 | 1:03,0   |
| 200 m mellúszás        | Molnár Ákos A Jövő SC                                            | 2:14,89  | Bodor Richárd USK-TÁSI                                           | 2:15,08  | Financsek Gábor USK-TÁSI                                                 | 2:15,09  |
| 50 m pillangóúszás     | Cseh László Kőbánya SC                                           | 24,36    | Gáspár Zsolt FTC                                                 | 24,69    | Takács Krisztián Dunaferr SE                                             | 25,56    |
| 100 m pillangóúszás    | Cseh László Kőbánya SC                                           | 54,00    | Gáspár Zsolt FTC                                                 | 54,26    | Hős Péter A Jövő SC                                                      | 55,55    |
| 200 m pillangóúszás    | Cseh László Kőbánya SC                                           | 1:59,13  | Kis Gergő Rája '94                                               | 2:01,28  | Kiss Boldizsár FTC                                                       | 2:01,29  |
| 200 m vegyes úszás     | Cseh László Kőbánya SC                                           | 2:01,31  | Kerékjártó Tamás Delfin SE                                       | 2:01,61  | Nagy Péter Rája '94                                                      | 2:05,18  |
| 400 m vegyes úszás     | Cseh László Kőbánya SC                                           | 4:17,83  | Kerékjártó Tamás Delfin SE                                       | 4:19,10  | Verrasztó Dávid A Jövő SC                                                | 4:19,76  |
| 4 × 100 m gyorsváltó   | Kőbánya SC Cseh László Makány Balázs Batházi István Zubor Attila | 3:26,21  | A Jövő SC Fekete István Gyurta Dániel Hős Péter Gercsák Balázs   | 3:30,13  | Delfin SE Kerékjártó Tamás Kolozár Dávid Mészáros Gergely Batházi Tamás  | 3:30,22  |
| 4 × 200 m gyorsváltó   | Kőbánya SC Makány Balázs Rudolf Roland Leposa Milán Cseh László  | 7:34,65  | A Jövő SC Gercsák Balázs Gyurta Dániel Verrasztó Dávid Hős Péter | 7:39,30  | Delfin SE Kolozár Dávid Batházi Tamás Mészáros Gergely Kerékjártó Tamás  | 7:40,90  |
| 4 × 100 m vegyes váltó | Kőbánya SC Rudolf Roland Máté Hunor Cseh László Tóth Pál         | 3:46,52  | A Jövő SC Sallai Márk Molnár Ákos Hős Péter Fekete István        | 3:47,54  | Delfin SE Kerékjártó Tamás Flaskay Mihály Mészáros Gergely Batházi Tamás | 3:53,86  |

### Nők
| Versenyszám            | Arany                                                                     | Arany    | Ezüst                                                                     | Ezüst    | Bronz                                                             | Bronz    |
| ---------------------- | ------------------------------------------------------------------------- | -------- | ------------------------------------------------------------------------- | -------- | ----------------------------------------------------------------- | -------- |
| 50 m gyorsúszás        | Szél Friderika Szegedi UE                                                 | 26,72    | Miskovicz Zsuzsa Dunaferr SE                                              | 26,77    | Jakabos Zsuzsanna ANK Úszóklub Pécs                               | 26,79    |
| 100 m gyorsúszás       | Szél Friderika Szegedi UE                                                 | 57,39    | Miskovicz Zsuzsa Dunaferr SE                                              | 58,45    | Mutina Ágnes Eger VUK                                             | 58,49    |
| 200 m gyorsúszás       | Hosszú Katinka Bajai Spartacus                                            | 2:03,02  | Risztov Éva Kőbánya SC                                                    | 2:03,29  | Verrasztó Evelyn A Jövő SC                                        | 2:03,40  |
| 400 m gyorsúszás       | Nagy Réka Rája '94                                                        | 4:15,76  | Risztov Éva Kőbánya SC                                                    | 4:19,49  | Hosszú Katinka Bajai Spartacus                                    | 4:19,66  |
| 800 m gyorsúszás       | Risztov Éva Kőbánya SC                                                    | 8:44,89  | Nagy Réka Rája '94                                                        | 8:45,45  | Hosszú Katinka Bajai Spartacus                                    | 8:49,87  |
| 1500 m gyorsúszás      | Nagy Réka Rája '94                                                        | 16:44,93 | Risztov Éva Kőbánya SC                                                    | 17:08,09 | Szeder Fanni Százhalombattai VUK                                  | 17:11,38 |
| 50 m hátúszás          | Szepesi Nikolett Kőbánya SC                                               | 29,87    | Maxim Dóra Szombathelyi VSE                                               | 30,58    | Kalicz Helga A Jövő SC                                            | 30,71    |
| 100 m hátúszás         | Szepesi Nikolett Kőbánya SC                                               | 1:03,10  | Maxim Dóra Szombathelyi VSE                                               | 1:04,01  | Kalicz Helga A Jövő SC                                            | 1:04,71  |
| 200 m hátúszás         | Szepesi Nikolett Kőbánya SC                                               | 2:15,28  | Verrasztó Evelyn A Jövő SC                                                | 2:15,93  | Kalicz Helga A Jövő SC                                            | 2:17,43  |
| 50 m mellúszás         | Kovács Krisztina Bp. Honvéd                                               | 33,86    | Reményi Diána BVSC                                                        | 33,88    | Veisz Kitti Bp. Honvéd                                            | 34,41    |
| 100 m mellúszás        | Reményi Diána BVSC                                                        | 1:11,69  | Kovács Krisztina Bp. Honvéd                                               | 1:13,11  | Veisz Kitti Bp. Honvéd                                            | 1:14,22  |
| 200 m mellúszás        | Reményi Diána BVSC                                                        | 2:31,31  | Bor Katalin A Jövő SC                                                     | 2:36,45  | Kovács Krisztina Bp. Honvéd                                       | 2:37,55  |
| 50 m pillangóúszás     | Boulsevicz Bea BVSC                                                       | 27,97    | Hornyák Judit Dunaferr SE                                                 | 28,24    | Jakabos Zsuzsanna ANK Úszóklub Pécs                               | 28,75    |
| 100 m pillangóúszás    | Boulsevicz Bea BVSC                                                       | 59,89    | Hornyák Judit Dunaferr SE                                                 | 1:01,51  | Papp Renáta FTC                                                   | 1:03,30  |
| 200 m pillangóúszás    | Boulsevicz Bea BVSC                                                       | 2:09,00  | Jakabos Zsuzsanna ANK Úszóklub Pécs                                       | 2:09,80  | Lipcsei Krisztina Kőbánya SC                                      | 2:10,37  |
| 200 m vegyes úszás     | Jakabos Zsuzsanna ANK Úszóklub Pécs                                       | 2:15,84  | Nagy Réka Rája '94                                                        | 2:18,17  | Hosszú Katinka Bajai Spartacus                                    | 2:18,75  |
| 400 m vegyes úszás     | Jakabos Zsuzsanna ANK úszóklub Pécs                                       | 4:40,83  | Hosszú Katinka Bajai Spartacus VSC                                        | 4:45,34  | Risztov Éva Kőbánya SC                                            | 4:46,42  |
| 4 × 100 m gyorsváltó   | Kőbánya SC Királyhidi Panna Pálmai Andrea Risztov Éva Lipcsei Krisztina   | 3:56,71  | Dunaferr SE Miskovicz Zsuzsa Kiss Annamária Oláh Gerda Hornák Judit       | 3:57,32  | A Jövő SC Kovács Emese Dara Eszter Dobár Éva Verrasztó Evelyn     | 3:58,00  |
| 4 × 200 m gyorsváltó   | Kőbánya SC Risztov Éva Szepesi Nikolett Szalai Boglárka Lipcsei Krisztina | 8:25,85  | A Jövő SC Kovács Emese Csajági Tímea Dara Eszter Verrasztó Evelyn         | 8:29,90  | Dunaferr SE Miskovicz Zsuzsa Urbán Kata Oláh Gerda Kiss Annamária | 8:38,03  |
| 4 × 100 m vegyes váltó | BVSC Tannel Nikolett Reményi Diána Boulsevicz Bea Tompa Orsolya           | 4:17,81  | Kőbánya SC Szepesi Nikolett Szalai Boglárka Lipcsei Krisztina Risztov Éva | 4:19,59  | A Jövő SC Kalicz Helga Bor Katalin Dara Eszter Verrasztó Evelyn   | 4:20,2   |